# 郡司製陶所
郡司製陶所（ぐんじせいとうしょ）とは、栃木県芳賀郡益子町にある益子焼の陶器製作所である。
法人名は「有限会社 郡司製陶所」。
轆轤による成形担当の郡司庸久と、陶器への絵付けなどの装飾を担当する郡司慶子夫妻と、スタッフや外部の他の職人たちとともに、チーム共同作業により作陶され運営されている。

## 沿革

### 郡司庸久と郡司慶子

#### 郡司庸久
郡司庸久（ぐんじ つねひさ）は、1977年（昭和52年）、栃木県上都賀郡足尾町（現在の日光市）の「足尾焼」の窯元「壺中坐」（こちゅうざ）の陶芸家・郡司庸一（ぐんじ よういち、1947年（昭和22年） - ）と妻・久子の子として足尾町に生まれる。
祖父は「足尾焼」の基礎を築いた郡司敏夫。祖父・敏夫は足尾銅山の炭坑夫として働いていたが、もともと絵を描くことと物を作ることが好きだった。敏夫は銅山閉鎖後、「足尾町の新しい土産物に」と白樺の木で民芸品である「山の神」を作っていた。そして栃木県益子町にある「栃木県窯業指導所」（現在の栃木県産業技術支援センター 窯業技術支援センター）からの技師の指導を受けながら「足尾焼」の基礎を築いた。父・庸一は敏夫から陶芸を生業とする為の技術を学びながら「足尾焼」を継承した。そして「益子焼の伝説の陶工」と呼ばれることになる成井恒雄と親交があった。
祖父と父親が陶芸家だったこともあり幼い頃から陶芸は身近にあった。それでも強く陶芸家を志したことはなく、高校時代から親の仕事を手伝い粘土を練るバイトもしていたが、陶芸には全く興味が無く、家業を継ぐつもりもなかった。
陶芸とは全く無縁の学部に入学したが、勉強に身が入らなかった。大学を卒業後実家に戻った時に、親の勧めにより2001年（平成13年）、栃木県益子町の「栃木県窯業指導所」（現・「栃木県産業技術支援センター 窯業技術支援センター」）に入所した。初めは遊びのつもりで入所したが、土に触れながら全てが初めての経験だった様々な陶芸技術の課題をこなしていくうちに少しずつ自分が上達していくのがわかったのもあり、焼き物の楽しさ、陶芸の面白さに目覚めて「陶芸にはまってしまった」。窯業指導所では1年目の伝習生ではひたすら轆轤を挽き、2年目の研究生では釉薬のコースか轆轤のコースを選べたが、轆轤の方が面白かったので轆轤のコースを選択した。
そして2003年（平成15年）に指導所を卒業後、栃木県足尾町に戻り独立した。
当時は「足尾焼で初めての3代目」として期待されていた。

#### 郡司慶子
郡司慶子（ぐんじ けいこ）は、1976年（昭和51年）、福岡県に生まれる。
多摩美術大学に入学後、絵画学科油画専攻陶芸クラスで、工芸ではなくオブジェなどを制作していた。大学を卒業した1、2年後に、父親が東京から地方に転勤し、一人で東京にいても仕方ないと考えた。学生の頃から東京から日帰りで行き来出来る益子へはよく遊びに行っていた。慶子にとって益子は身近なものだった。
こうして益子に移住し、2002年（平成14年）、「栃木県窯業指導所」（現在の「栃木県産業技術支援センター 窯業技術支援センター」）に入所した。庸久の1年後の入所だったため、2年目の研究生に入っていた庸久とはこの時点で出会っていた。そして指導所に通いながら益子の「starnet」の工房で絵やイラストのデザインの制作の仕事をしていた。絵を描いたりポストカードを制作したりシャツの絵柄のデザインをしたりシルクスクリーン制作をしたり、そしてこの時から器に絵付けすることもしていた。

### 馬場浩史と「starnet」での勉強
「starnet」の創始者である馬場浩史が「starnet」を立ち上げたばかりの頃、庸久が独立した年の秋の益子陶器市に出店していた庸久の作品に目が止まり、庸久に声を掛けた。庸久が出店していた場所には「心地よい風が吹いていた」と、その時、馬場には言われた。
そして馬場から、庸久と慶子と共に「2人で制作したらいいじゃない」と薦められた。こうして2004年（平成16年）の秋から、庸久が轆轤で陶器の下地を成形し、慶子が絵付けやスリップやイッチンや彫りも施す2人での共同作業による制作活動が始まった。
２人は毎月1回、「starnet」に作品を卸すことになった。初めはマグカップ、次は花器、と馬場は「こういうのを作ってきて」と2人に課題を出す形で、2人に陶芸家としての勉強期間を与えた。それは2人にとってもはや修業も同然の期間であった。
新しい作品を作っては緊張しながら馬場に見てもらい、良ければ「いいじゃない」と言ってくれて、良くなければ具体的には何も言ってもらえず、「ここをもう少し直した方がいい」とか「取っ手、何とかならない？」というようにアバウトに指摘し、2人に考えながら作り直すように促した。優しそうに思えるが、それは手厳しい「修行」の一環だった。
作品は全て買い取ってくれた。そしてすぐに「starnet」に並べられ、2人の作品がどのように動いていくのか、実地で見る事が出来た。次にどういう作品を制作したらいいのか「starnet」のスタッフと相談した。様々な博物館に行ったり様々な陶器作品を観ながらアイデアのヒントを得ていき、実験をしながら制作していった。そのうちに「starnet」のカフェで2人が制作した食器が使われるようになった。
そして馬場と親交を深めていくうちに、陶芸家の升たかや建築家の森田徹など、「自分らしさを作品に反映していき体現する作り手たち」と出会い、更に料理家や農家や養鶏場を営む人たち、そして友人たちや友人の子どもたちなど、益子に住んでいた陶器に限らない布や木工の作り手たちとも数多く出会い、奇をてらわない、何気なく在るものに「いいもの」がある。自分の感じたものを信頼していけばいい。そう確信していった。
こうして3年間、馬場浩史と「starnet」で陶器を制作する勉強をした。そして「好きなことをやっていけばいい」という「ものづくりの原点」を教わった。

### 足尾から益子へ
合併し日光市となった足尾では、父・庸一から譲り受けた細工場を工房にしていた。渓谷沿いにある自然豊かな環境は住み易かったが、猿や鹿ばかりな環境だったため、日常の暮らしの中で人と関わり合いたいと思うようになった。
こうして2015年（平成27年）、生まれ育ち、12年間制作活動の拠点としていた足尾を離れ、2人が陶芸を学び、馴染みの店や知り合いが多く、「いい人がいて、いい土と水があるから」と、導かれるように益子に戻り移住し移窯した。新しい工房は親交を深め郡司夫妻の仕事ぶりもを良く知った森田徹に設計を依頼した。
そして「郡司製陶所」は益子での作陶活動を開始した。益子の土や釉薬を用いて、庸久は轆轤で柔らかなフォルムを成形しながら、慶子は花や植物、鳥や虫や動物などをモチーフとして、外国の民芸品やファンタジー的な緻密な装飾を施しながら、足尾にいた頃から行っていた、友人の益子の陶芸家との登り窯での焼成作業も楽しみながら、手に取った感触が良く重ねた様が美しく見える家庭で使う器から、ホテルの装飾品として飾ることが出来るアーティスティックな装飾皿や陶板に至るまで、作陶するようになった。
そして益子町の郡司夫妻の家には、祖父・敏夫が創作した「足尾の山の神」が鎮座し、二人の作陶活動を見守っている。

## 参考資料
- 渡辺尚子『ひかりのはこ スターネットの四季』アノニマ・スタジオ、2006年5月14日、149,156頁。ISBN 9784877586300。
- 『別冊Discover Japan 2013年11月号　うつわ作家の食器棚 保存版　注目のうつわ作家100人の仕事』枻出版社〈エイムック 2726〉、2013年11月、32-37,69頁。ASIN B00ICZ6OGE。国立国会図書館サーチ：R100000002-I025002521。
- 『Casa BRUTUS（カーサ ブルータス）2015年 10月号　ルーシー・リーと私の好きな器』マガジンハウス、2018年6月9日、200頁。ASIN B01535IR2E。国立国会図書館サーチ：R100000002-I000000098804-i9975513。
- 松原亨,カーサ ブルータス特別編集 編『器の教科書 ALL ABOUT UTSUWA〈完全保存版〉基礎からわかる、器のすべて！』マガジンハウス〈マガジンハウスムック MAGAZINE HOUSE MOOK extra issue〉、2016年9月10日、25頁。ISBN 9784838751259。
- 『うつわ作家名鑑　保存版 人気ギャラリーと目利きが選ぶうつわ 400点収録！』株式会社枻出版社〈エイムック 3900　Discover Japan_DESIGN〉、2017年12月10日。ISBN 9784777948871。
- 『Casa BRUTUS（カーサ ブルータス）2018年 7月号　行列のできるうつわ作家』マガジンハウス、2018年6月9日、82-85頁。ASIN B07DHMC48J。国立国会図書館サーチ：R100000002-I000000098804-i9977533。
- 『婦人画報 2021年12月号 No.1421』ハースト婦人画報社、2021年11月1日、25頁。ASIN B09KL6Q6WX。国立国会図書館サーチ：R100000002-I000000020711-i30436889。
- 山田真理(文),栗原論(写真)『別冊太陽 小さな平屋に暮らす もしも私が家を建てるなら。』株式会社平凡社〈別冊太陽スペシャル〉、2022年5月25日、36-43頁。ISBN 9784582946123。